# Smučarski kros
Smučarski kros (angleško: Ski Cross, Skiercross ali Skier X) je dokaj mlada zimska športna disciplina, ki spada pod Smučanje prostega sloga. 

## Zgodovina
V svetovnem pokalu v smučanju prostega sloga se disciplina prvič pojavi konec leta 2002 in odtlej pridobiva na veljavi. Za to disciplino podeljujejo tudi mali kristalni globus, medtem ko za veliki kristalni globus šteje nekakšno povprečje točk še iz vseh ostalih disciplin, ki spadajo pod smučanje porstega sloga.
Mednarodni olimpijski komite je odločil da 28. novembra 2006 smučarski kros postane olimpijska disciplina in tako svojo prvo izvedbo doživel na Zimskih olimpijskih igrah 2010 v Vancouvru. Tako je bil s strani mednarodne smučarske organizacije FIS proglašen za olimpijski šport. 

## Pravila
Tekmovanje poteka po ozki, zelo zaviti, običajno dokaj položni progi, ki je polna naravnih in umetnih ovir kot so skoki, ploščadi, rampe...
Najprej potekajo kvalifikacije kjer vsak posebej vozi na čas in 32 najhitrejših se uvrsti v glavni del tekmovanja, 1/8 finala. Tako se po 4 tekmovalci v skupini, skupaj osem skupin, istočasno spustijo po progi. Naboljša dva v vsaki skupini se uvrstita naprej v 1/4 finale in tako naprej v 1/2 finale in finale. Na koncu se štirje poraženci iz obeh polfinal pomerijo za mali finale od petega do osmega mesta, v velikem finalu pa se štirje finalisti pomerijo za medalje.
Tekmovalci pa se med seboj ne smejo prerivati, vsak nameren dotik je kaznovan, lahko tudi z diskvalifikacijo.